# Stefan Živanović
Stefan Živanović, en serbio: Стефан Живановић (Belgrado, 19 de febrero de 1989) es un jugador serbio de baloncesto. Mide 1,95 metros de altura y ocupa la posición de Escolta. Pertenece a la plantilla del Kumanovo de Macedonia del Norte.

## Carrera profesional
Empezó su carrera en el KK Beovuk 72 en el año 2005, donde permaneció hasta 2007. 
De 2007 a 2011 estuvo en el KK FMP donde jugó Eurocup, con un breve paso cedido en el KK Radnički Kragujevac en la temporada 2009-2010. 
La 2012-2013 la jugó en las filas del KK Metalac Valjevo. 
En la 2013-2014, cambia de país y se va a Bélgica donde jugó en el Kangoeroes Willebroek. 
En la 2014-2015 fichó por el KK Igokea bosnio donde conquistó la copa, pero deja el equipo en enero y vuelve a Serbia para fichar por el KK Smederevo 1953. 
Tras promediar 15.8 puntos en el Smederevo, da el salto en 2015 y ficha por el ALBA Berlín alemán.